# Krzysztof Grodzicki
Krzysztof z Grodziska Grodzicki, erbu Łada († 21. prosince 1659) byl polský státník, voják, velitel kodacké tvrze (do roku 1648), generál dělostřelectva (od roku 1652), velitel Drohobyče (od roku 1656), velitel Kamence Podolského (1657–1659).

## Životopis
Pocházel z polské šlechtické rodiny Grodzicki erbu "Łada". Byl bratrem slavného polského architekta a vojenského inženýra Pavla Grodzického († 1645).
Po studiích v Nizozemsku se vrátil do Polska. V letech 1626–1629 se zúčastnil Polsko-švédské války. Sloužil v Pomořansku pod velením korunního hejtmana Stanislava Koniecpolského. Zúčastnil se třicetileté války v katolické armádě, vedené Albrechtem z Valdštejna. Po návratu do Polska byl roku 1640 jmenován velitelem pevnosti Kodak po Janu Żółtowském. V roce 1644 se aktivně podílel na porážce krymské hordy v bitvě pod Ochmatovem.
Roku 1648 polská posádka pod vedením Krzysztofa Grodzického odolala sedm měsíců trvajícímu obléhání kozáckými vojsky pod vedením Bohdana Chmelnického. Až 26. září 1648 souhlasil Grodzicki s kapitulací pevnosti Kodak, protože mu docházelo jídlo a střelivo a blížila se silná zima. Bohdan Chmelnický slíbil, že nikomu ze zajatců se nic nestane, ale slovo nedodržel. Velké množství obránců bylo zmasakrováno, ostatní prodáni do tatarského otroctví. Sám Grodzicki byl téměř dva roky vězněn jako zajatec. Po uzavření Zborovské smlouvy byl Krzysztof Grodzicki propuštěn ze zajetí. V roce 1650 byl povýšen na plukovníka a v roce 1652 se z něho stal generál dělostřelectva.
V roce 1652 se Krzysztof Grodzicki zúčastnil neúspěšné bitvy poblíž Batogu s kozáky a Tatary. Po polské porážce byl zajat Tatary a propuštěn byl až díky úsilí karmelitánky Gilarie.
Roku 1655 se zúčastnil druhé bitvy pod Ochmatovem a vedl posádku ve Lvově, obléhaném spojenou rusko-kozáckou armádou pod velením hejtmana Bohdana Chmelnického a bojara Vasilije Buturlina.
Od roku 1656 byl velitelem Drohobyče. V létě 1656 velel polskému dělostřelectvu při bitvě o Varšavu se Švédy. Během dalších bojů se Švédy se zúčastnil znovudobývaní polských měst, která byla okupována švédskými vojsky – například bojoval o Toruň a Elbląg.
Zemřel v prosinci 1659. Byl pohřben v buchatské kapli latinské katedrály ve Lvově.